# Europsko prvenstvo u vaterpolu – B skupina
Europsko prvenstvo u vaterpolu – B skupina (en. LEN Water Polo European B Championship) je predstavljalo drugi stupanj vaterpolskog Europskog prvenstva. Također se nazivalo i Europsko B prvenstvo; Europsko prvenstvo - Divizija II. 

## O natjecanju
Prvenstva su igrana od 1974. do 2009. godine, te su ujedno bila i kvalifikacije, a kasnije pretkvalifikacije za Europsko prvenstvo, na koje su se plasirale najboljeplasirane momčadi. Do 1987. godine su igrana u sklopu glavnog dijela Europskog prvenstva (ujedno kao dio natjecanja Europskog prvenstva u plivanju), a poslije kao zaseban turnir.

## Dosadašnja izdanja
| Godina | Domaćin                            | Sudionika | Prvi           | Drugi            | Treći        | Četvrti    |
| ------ | ---------------------------------- | --------- | -------------- | ---------------- | ------------ | ---------- |
| 1974.  | Beč, Austrija                      | 8         | Čehoslovačka   | Velika Britanija | Bugarska     | Švedska    |
| 1977.  | Jönköping, Švedska                 | 8         | Grčka          | Bugarska         | Čehoslovačka | Švedska    |
| 1981.  | Split, Jugoslavija ↓1              | 11        | Čehoslovačka   | Grčka            | Bugarska     | Francuska  |
| 1983.  | Rim, Italija                       | 7         | Grčka          | Bugarska         | Francuska    | Švedska    |
| 1985.  | Sofija, Bugarska                   | 8         | Rumunjska      | Bugarska         | Francuska    | Poljska    |
| 1987.  | Strasbourg, Francuska              | 6 (7)     | Francuska      | Poljska          | Grčka        | Nizozemska |
| 1994.  | Sofija, Bugarska                   | 12        | Ukrajina       | Bugarska         | Bjelorusija  | Slovačka   |
| 1996.  | Malta                              |           | SR Jugoslavija |                  |              |            |
| 1998.  | Istanbul, Turska                   |           | Rumunjska      |                  |              |            |
| 2000.  | Malta                              |           | Ukrajina       |                  |              |            |
| 2002.  | Stockholm, Švedska                 | 11        | Poljska        | Ukrajina         | Malta        | Turska     |
| 2004.  | Istanbul, Turska                   | 12        | Francuska      | Moldavija        | Bjelorusija  | Turska     |
| 2007.  | Manchester, Ujedinjeno Kraljevstvo | 12        | Crna Gora      | Francuska        | Bjelorusija  | Makedonija |
| 2009.  | Lugano, Švicarska                  | 12        | Turska         | Francuska        | Nizozemska   | Gruzija    |

 ↑1  Split tada dio Jugoslavije, danas Hrvatske

## Unutrašnje poveznice
- Europska vaterpolska prvenstva
- Europsko prvenstvo u vaterpolu – C skupina
- Kup EU nacija u vaterpolu